# Furuset Ishockey
Furuset Ishockey er en Norsk ishockeyklub fra Furuset, Oslo grundlagt den 14. april 1914 . Klubben er en del af Furuset IF. Holdet spiller sæsonen 2019/2020 i Norges næsthøjeste afdeling 1. division, og har været i Get-ligaen sidste gang var 2009. Furuset Ishockey fik sin storhedstid på det norske topniveau i 40'erne og 50'erne. og havde en ny guldalder på det norske topniveau i 1980'erne.
Klubben spiller sine hjemmekampe i Furuset Forum, der blev åbnet 2. september 1998. Furuset har spillet hjemmekamp på ikke mindre end otte forskellige arenaer: Furusetbobla, Furuset Ishall, Jordal Amfi, Lørenskog Ishall, Oslo Spektrum, Gjøvik Olympiske Fjellhall, Grünerhallen og Furuset Forum.
Navnet Furuset er centralt i norsk ishockeyhistorie. De var en af de første klubber, der startede, og de har siden haft flere gyldne tider. Den første kom i årene efter Anden Verdenskrig, mens den næste kom på det tidspunkt. I mellemtiden havde Groruddølen været nede for at tælle og flere gange i 2. division i 60'erne. At de fusionerede med Grønvold i 1970 reddede Storhamars plads i næsthøjeste division. I løbet af 80'erne og i begyndelsen af 90'erne var Furuset igen en af de allerbedste klubber. Der var mange gode kampe imod dem. I 1989 indgik Furuset et partnerskab med MS for første gang. Oslo Hockey, som væddemålet blev kaldt, sluttede effektivt med, at Furuset fik de bedste spillere til MS og fortsatte under sit eget navn! Da 90'erne skred frem, var Furuset på vej ned og blev narret til en alvorlig skattesag. De rykkede ned i 1993 og indgik igen et partnerskab med Manglerud/Star. Denne gang under navnet Spektrum Flyers. Samarbejdet varede i to sæsoner, og i 1996 var Furuset tilbage. Det tog et par sæsoner, før nedrykning og konkurs blev resultatet i 2003. En ny Furuset dukkede op igen og spillede et par sæsoner på øverste niveau, før de rykkede ned igen i 2009.

## Eksterne links
- Furuset Ishockey hjemmeside Arkiveret 24. august 2019 hos  Wayback Machine